# Bertha Benz Memorial Route
 (décembre 2020).
Si vous disposez d'ouvrages ou d'articles de référence ou si vous connaissez des sites web de qualité traitant du thème abordé ici, merci de compléter l'article en donnant les références utiles à sa vérifiabilité et en les liant à la section « Notes et références ».
La Bertha Benz Memorial Route est une route touristique allemande ou route à thème dans le Bade-Wurtemberg et membre de la Route Européenne du Patrimoine Industriel (ERIH). Depuis son ouverture en 2008, on peut suivre les traces du premier voyage longue distance en voiture effectuée par Bertha Benz et deux de ses fils en 1888.

## Histoire

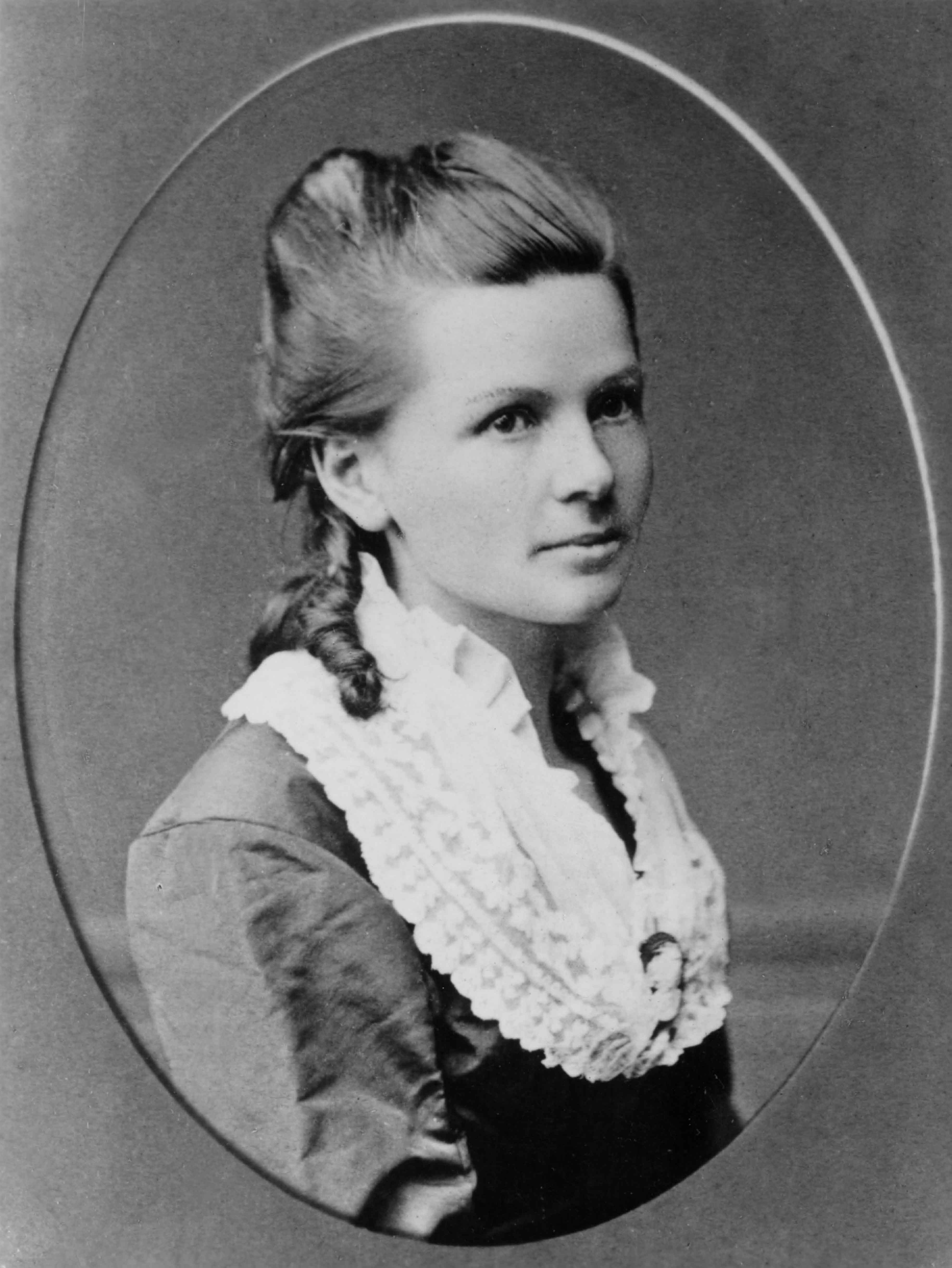
Bertha Benz (1849 - 1944).

En 1886 à Mannheim, le docteur Carl Benz invente la Benz Patent Motorwagen, première automobile propulsée par un moteur à explosion (Brevet n ° 37435) - mais personne ne veut l'acheter.
Début août 1888, sans en faire part à son mari, et accompagnée de ses deux fils aînés, Richard et Eugen, quatorze et quinze ans, Bertha Ringer épouse de Carl Benz, conduit l’une des automobiles Benz nouvellement construites (Patent Motorwagen No. 3) de Mannheim à Pforzheim, devenant ainsi la première personne à avoir conduit une automobile sur une distance significative. La distance parcourue est d'environ 104 km (64 miles). Avant ce voyage historique, les parcours effectués en automobile n’étaient que de simples essais sur courtes distances.
Bien que le but avoué de ce voyage ait été de rendre visite à sa mère, Bertha Benz, alors âgée de 39 ans, avait également une autre motivation : montrer à son brillant mari – qui avait omis de s'occuper du marketing de son invention – que l'automobile pouvait connaître un succès financier si on en montrait l’utilité au grand public.
En chemin, elle a dû résoudre de nombreux problèmes. Elle a dû trouver de la ligroine, disponible seulement en pharmacie pour l'utiliser comme carburants. Un forgeron a apporté son aide pour retendre la chaîne servant de courroie. Les garnitures de freins doivent être remplacées en cours de voyage. Bertha Benz a dû se servir d'une longue épingle à cheveux pour nettoyer les tuyaux de carburant qui s’étaient bouchés et de sa jarretière pour isoler un fil.
Bertha et ses fils quittent Mannheim à l'aube et atteignent Pforzheim à la tombée de la nuit. Bertha informe Carl de leur succès par télégramme, puis retourne à Mannheim trois jours plus tard.
Sur le chemin, plusieurs personnes ont été effrayées par l'automobile, et l'exploit reçut beaucoup de publicité - comme Bertha l'avait pensé. Le voyage a été très utile pour Carl Benz, car il lui a permis d'apporter plusieurs améliorations à partir des problèmes que son épouse lui a signalés. Elle a fait d'importantes suggestions, comme l'introduction d'une vitesse supplémentaire pour les montées.

## Organisme responsable
En 2007, une initiative, dirigée par Edgar et Frauke Meyer a fondé deux associations à but non lucratif, Bertha Benz Memorial Route e.V. et Bertha Benz Memorial Club e.V., pour commémorer Bertha Benz et son acte pionnier historique.
Le 25 février 2008, la Bertha Benz Memorial Route a été officiellement reconnue en tant que route touristique par les autorités allemandes, un monument dynamique de 194 km représentatif de la culture industrielle de l'Allemagne.

## La route

### Aller

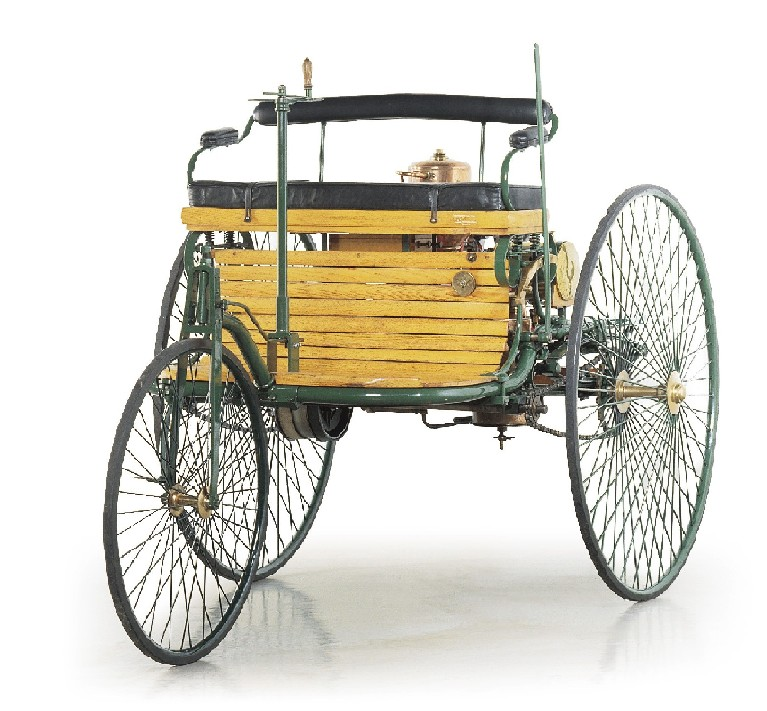
Patent-Motorwagen Nummer 1

De Mannheim à Pforzheim, environ 104 km, vers le sud (S) : Mannheim, Mannheim-Feudenheim, Ilvesheim, Ladenburg, Schriesheim, Dossenheim, Heidelberg, Leimen, Nußloch, Wiesloch, Mingolsheim, Langenbrücken, Stettfeld, Ubstadt, Bruchsal, Untergrombach, Weingarten (Baden), Karlsruhe-Grötzingen, Berghausen, Söllingen, Kleinsteinbach, Wilferdingen, Königsbach, Stein, Eisingen, Pforzheim

### Retour
De Pforzheim à Mannheim, environ 90 km, vers le nord (N): Pforzheim, Bauschlott, Bretten, Gondelsheim, Helmsheim, Heidelsheim, Bruchsal, Forst, Hambrücken, Wiesental, Kirrlach, Reilingen, Hockenheim, Talhaus, Ketsch, Schwetzingen, Mannheim-Friedrichsfeld, Mannheim-Seckenheim, Mannheim

## Paysages
L'itinéraire authentique emprunté par Bertha Benz parcours la région des Vins du Pays-de-Bade. Il suit plusieurs voies romaines dans la plaine du Rhin supérieur, par exemple, la Bergstrasse (Chemin de la Montagne), il conduit au pied de la montagne de l'Odenwald et Kraichgau, et peu de temps avant de parvenir à Karlsruhe, il bifurque dans la vallée Pfinztal menant à Pforzheim, l'entrée de la Forêt-Noire.
Pour le retour, Bertha a eu peur de montagnes escarpées, elle a donc suivi le Rhin pour atteindre Mannheim.

## Sites
- Mannheim : château de Mannheim, Luisenpark, château d‘eau
- Ladenburg : Automuseum Dr Carl Benz, Benz, maison de la famille Benz, Vieille Ville
- Heidelberg : le château d'Heidelberg, Vieille Ville, Vieux Pont
- Wiesloch : la première station service de remplissage du monde (pharmacie de la ville)
- Bruchsal : château de Bruchsal
- Pforzheim : musée des Bijoux, Maison de l'Industrie
- Bretten : la maison de Melanchthon, pas loin le Monastère de Maulbronn (site du patrimoine mondial de l'UNESCO), étudiants : Johannes Kepler, Friedrich Hölderlin, Hermann Hesse (Le Loup des steppes)
- Hockenheim : musée des Motorsports au circuit d'Hockenheim, circuit d'Hockenheim
- Schwetzingen : château de Schwetzingen

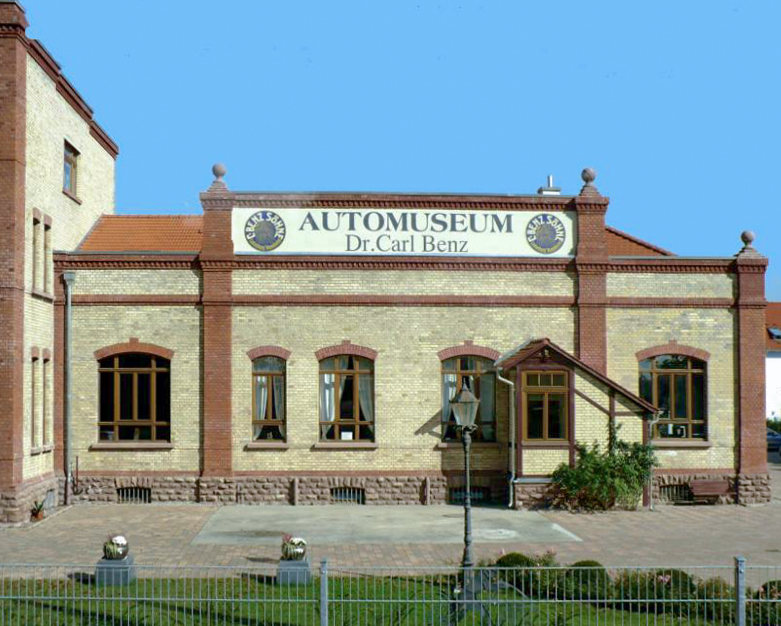
Automuseum Dr Carl Benz, Ladenburg
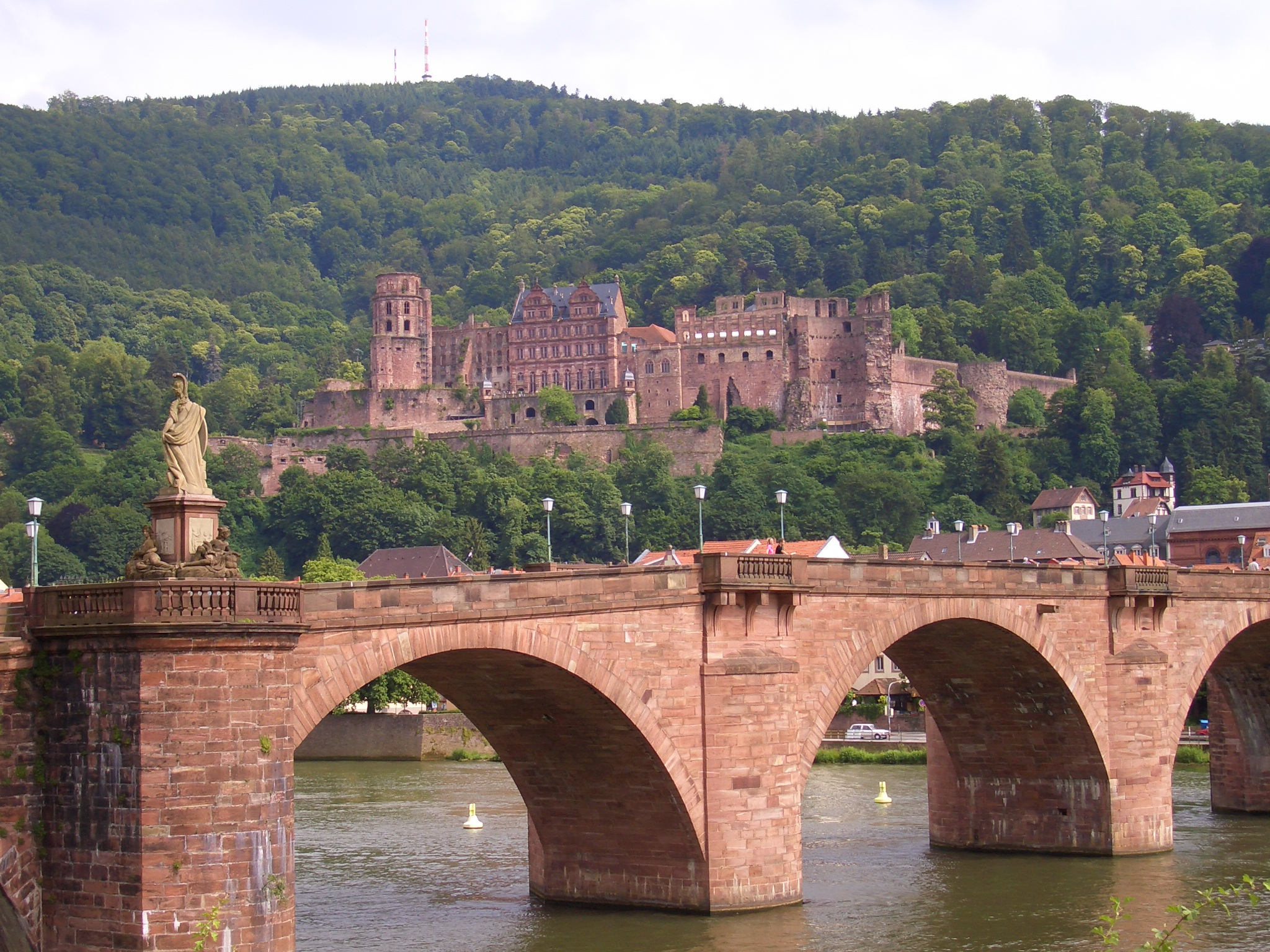
Château d'Heidelberg et le Vieux Pont
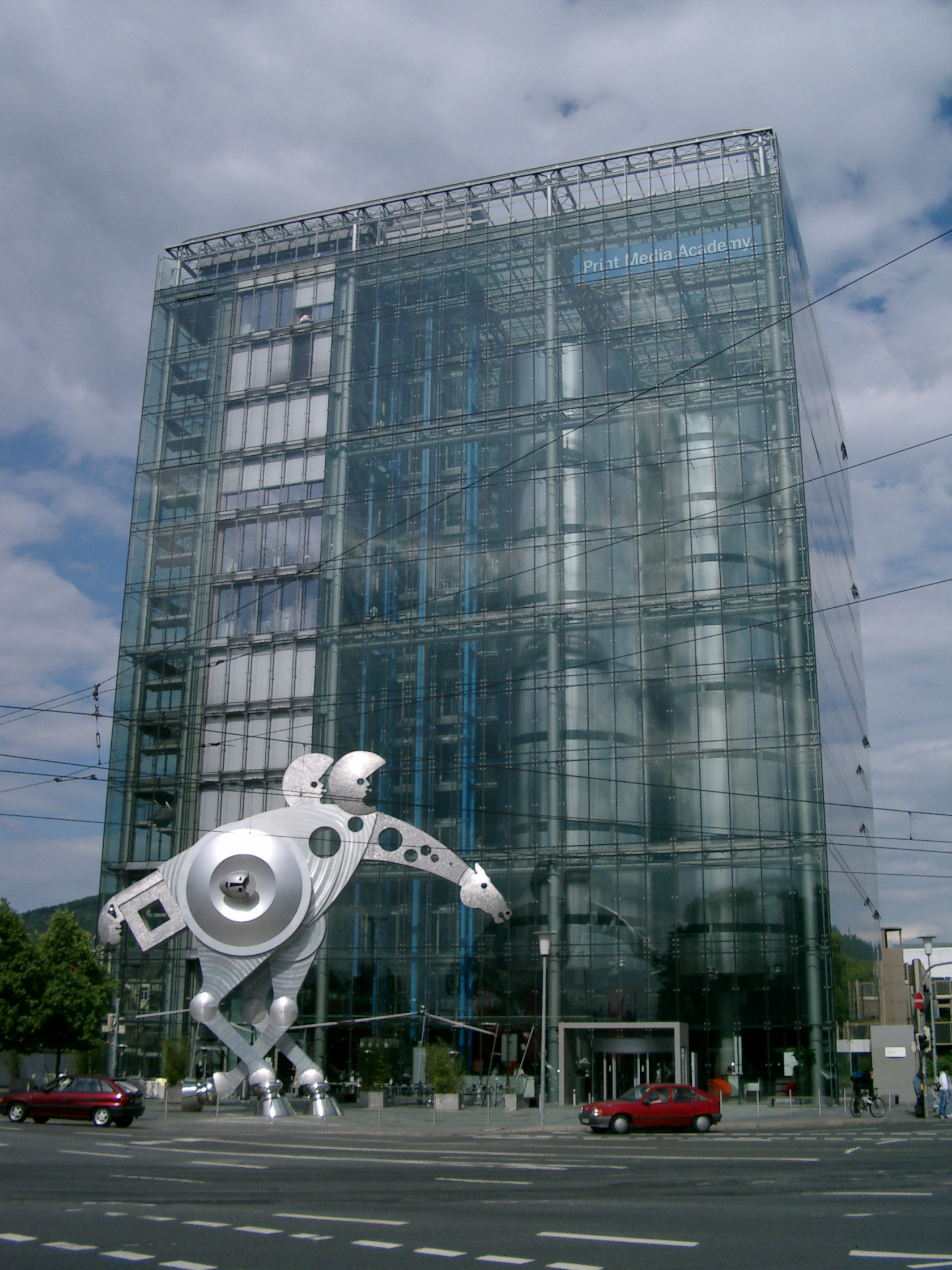
Heidelberger Druckmaschinen
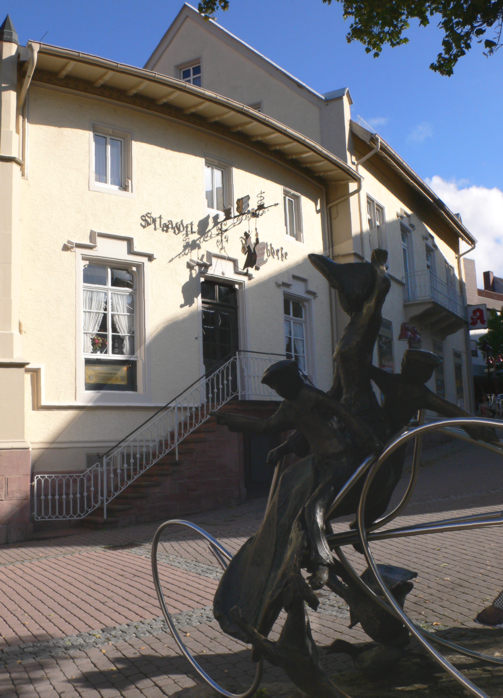
La première station service de remplissage du monde, Wiesloch
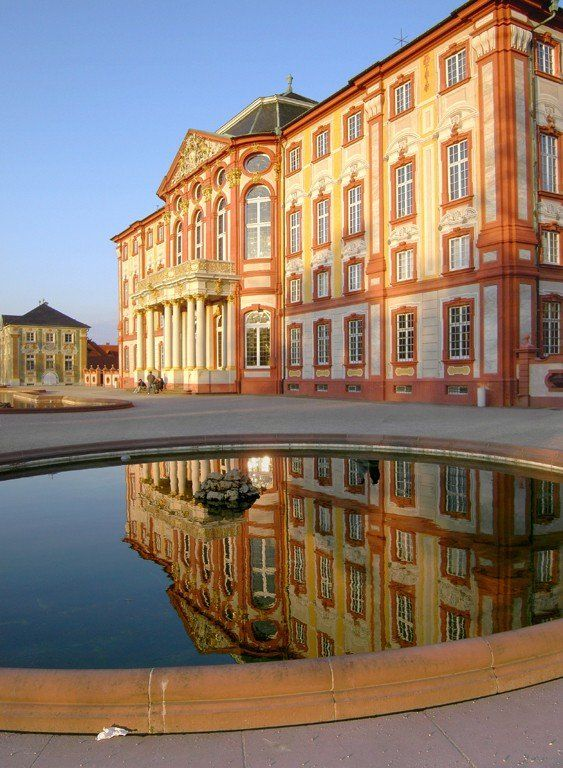
Château de Bruchsal
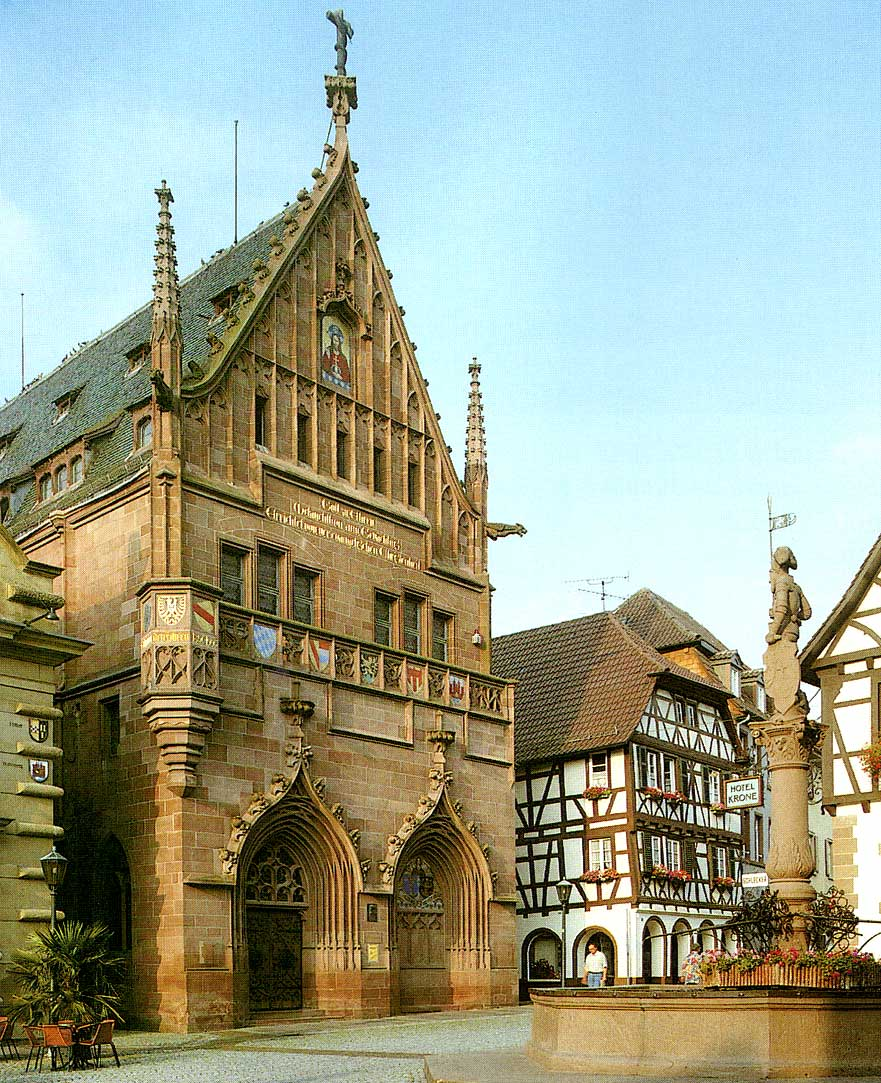
Maison de Melanchton, Bretten
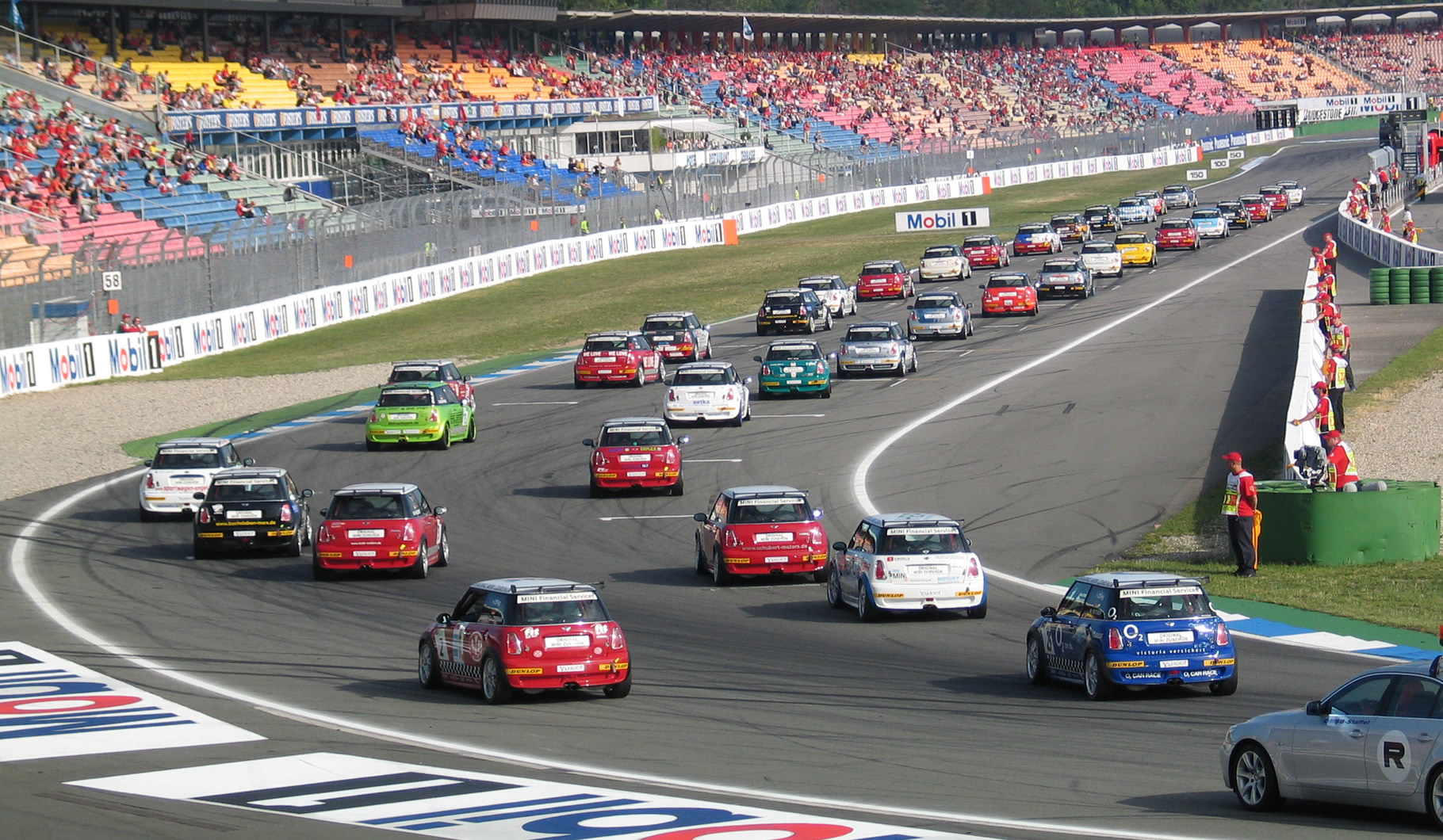
Circuit d'Hockenheim
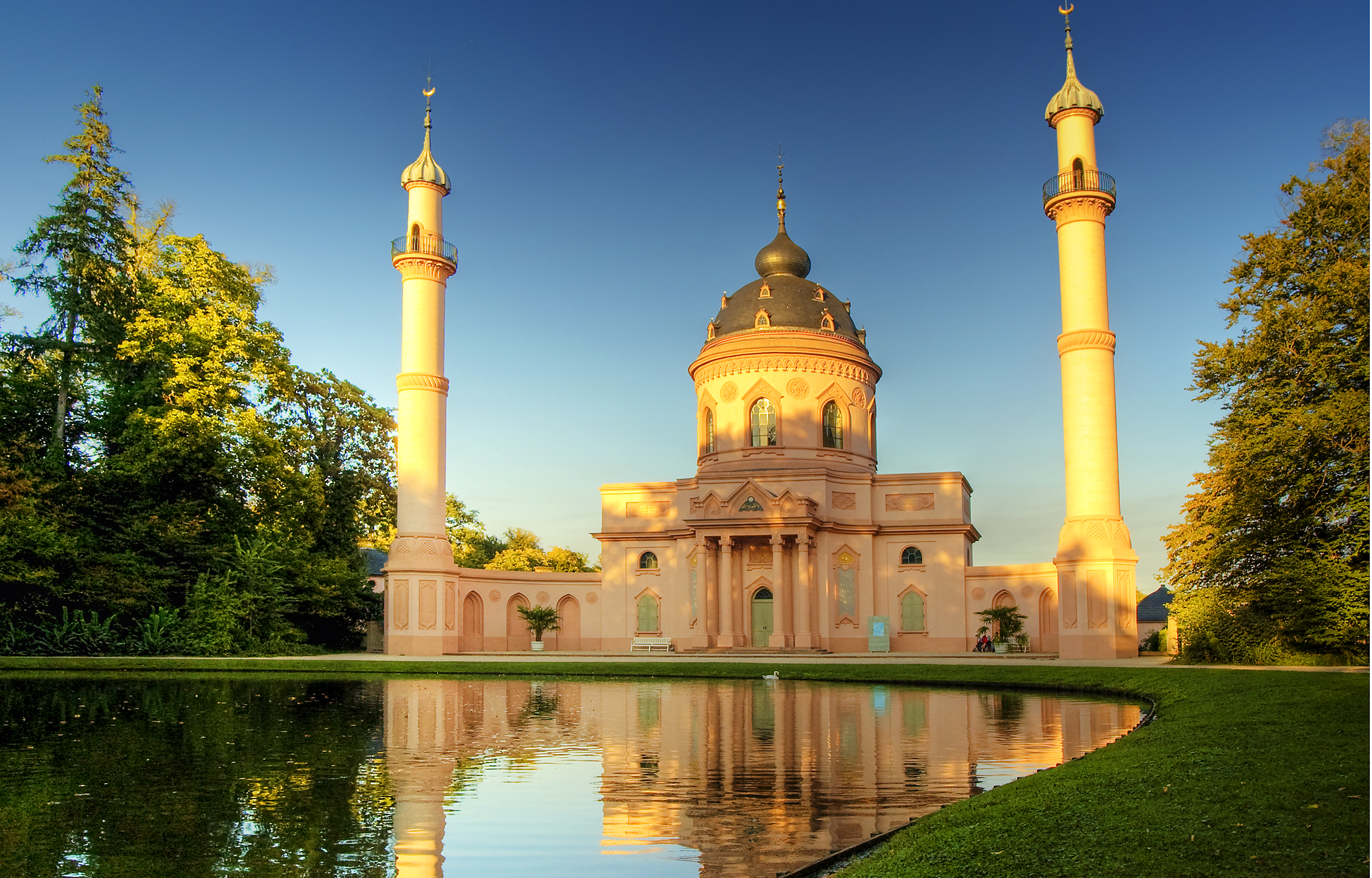
Mosquée rouge au château de Schwetzingen
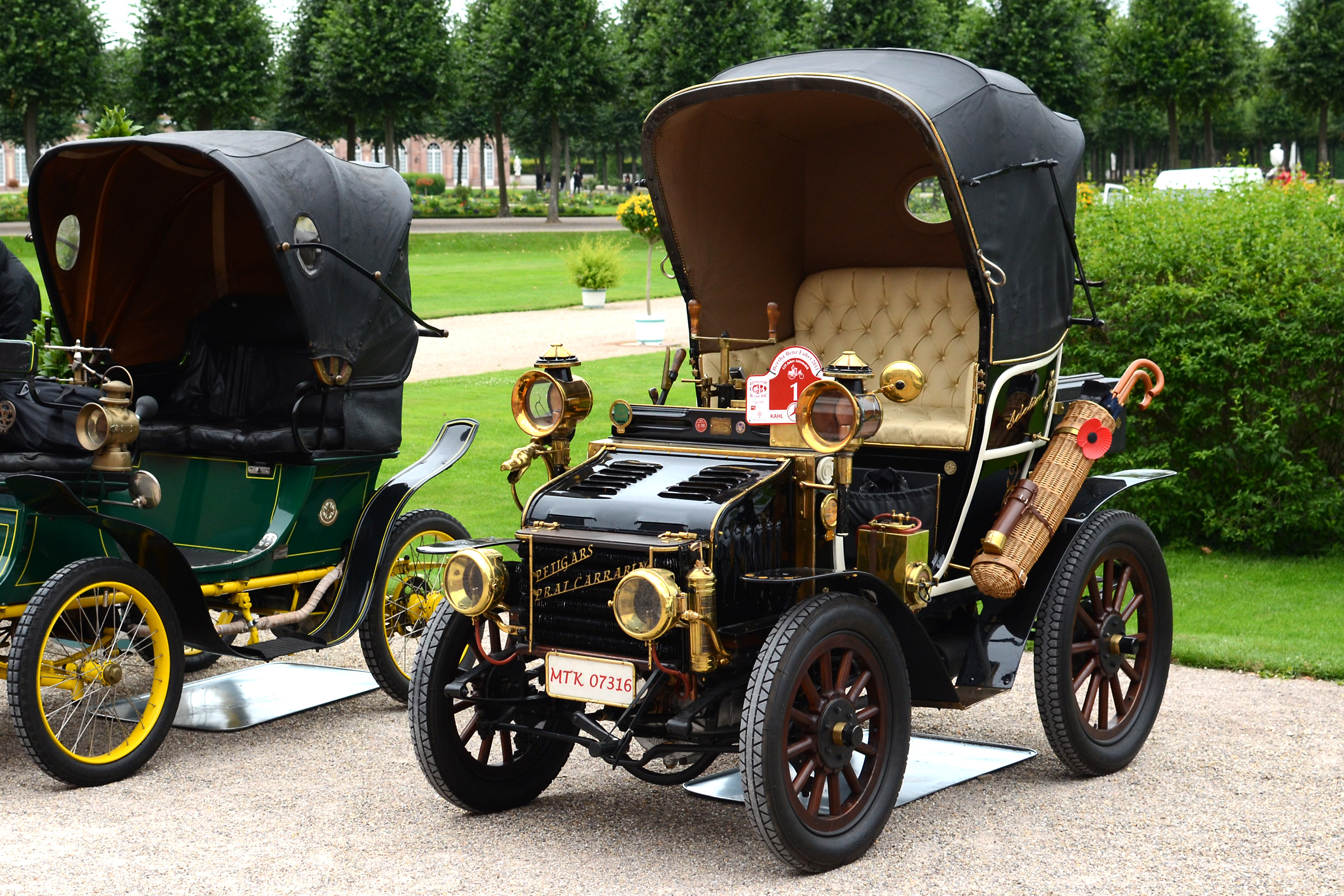
Petigars Prat Carrabin au château de Schwetzingen